# Vaccinium poasanum
Vaccinium poasanum là một loài thực vật có hoa trong họ Thạch nam. Loài này được Donn.Sm. miêu tả khoa học đầu tiên năm 1897.